# Rhetoric Society of America
Die Rhetoric Society of America (RSA) ist eine akademische Gesellschaft, die sich dem Studium der Rhetorik verschrieben hat.
Die Satzung der Gesellschaft definiert den Zweck der Gesellschaft, die Rhetorik in allen relevanten Studienbereichen zu erforschen, neue Studienbereiche zu identifizieren, Experimente im Rhetorikunterricht zu fördern, die professionelle Zusammenarbeit zu erleichtern und die Veröffentlichung solcher Materialien zum Thema Rhetorik zu fördern. Die Gesellschaft setzt sich aus Wissenschaftlern verschiedener Disziplinen zusammen, die sich mit Geschichte, Theorie, öffentlicher Praxis und pädagogischen Methoden der Rhetorik befassen.
Die RSA wurde 1968 von Edward P. J. Corbett, Wayne C. Booth und Richard Hughes gegründet und führte innovative Programme und Kurse in Rhetorik ein. Im Jahr 2008 akzeptierte der American Council of Learned Societies (ACLS) die Rhetoric Society of America als 70. Mitglied der Learned Society. Die gelehrten Gesellschaften von ACLS sind nationale oder internationale Organisationen in den Geistes- und verwandten Sozialwissenschaften, die aufgrund ihres „wesentlichen, unverwechselbaren und herausragenden Beitrags“ zur humanistischen Wissenschaft akzeptiert werden.

## Publikationen
Das Rhetoric Society Quarterly ist das offizielle Magazin der Gesellschaft. Es erscheint vierteljährlich. Die Zeitschrift vergibt jährlich den Charles Kneupper Award für den besten Artikel. Keupper war associate professor an der University of Texas at Arlington und organisierte bis zu seinem Tod 1989 die jährliche Konferenz der Gesellschaft.